# Critique des écoles Diwan
 (octobre 2024).
- Si vous ne connaissez pas le sujet, laissez ce bandeau (vous pouvez alors contacter les auteurs).
- Si vous supprimez le contenu mis en cause (vous pouvez préalablement contacter les auteurs),

argumentez précisément cette suppression dans la page de discussion
(un manque de référence n'est pas un argument ; une recherche réelle de référence doit avoir été effectuée, être formellement documentée).
Pour un article plus général, voir École Diwan.
Les opposants à Diwan sont généralement des opposants à l'enseignement du breton et de façon plus générale au bilinguisme, soit parce qu'ils lui supposent des liens avec un nationalisme breton, soit parce qu'ils se posent en défenseurs du principe « Une langue, un peuple, une nation, un État » et du système éducatif français, de préférence public, et basé sur une langue unique, le français.

## Critiques sur les liens avec le nationalisme breton
Une polémique est née du fait que deux des écoles de Diwan portaient le nom d'écrivains bretons, anciens collaborateurs :
- En 2000, soit à peu près au moment où en France éclatent des polémiques sur des collaborateurs jusque-là impunis, le conseil général du Finistère, l'un des dispensateurs de fonds publics à l'association, a sommé Diwan de débaptiser son collège du Relecq-Kerhuon, appelé Roparz Hemon en souvenir d'un écrivain et linguiste bretonnant, condamné en mars 1946, selon Henri Fréville, « à dix ans d'indignité nationale » et « radié du nombre des membres de l'enseignement public qui en est le corollaire légal »[2] en raison de son attitude pendant la guerre, mais aussi accusé, par plusieurs auteurs[3], de « sentiments xénophobes » à l'égard des « locuteurs français », d'« antisémitisme » et de collaboration avec les nazis[4]. Le collège a été débaptisé en juin 2000[5].

- Diwan est interpellé aussi sur la possibilité de maintenir le nom de l'école Diwan Loeiz Herrieu à Lorient, au vu de certains écrits de Herrieu[6]. Malgré ses nombreux articles dans des journaux collaborationnistes comme La Bretagne et L'Heure bretonne, les parents d'élèves de Diwan ont décidé de conserver ce nom.

## Critiques sur la méthode
- Dans un entretien accordé au journal Libération le 4 décembre 2001[7], Jean-Luc Mélenchon, alors ministre délégué à l'enseignement professionnel, attaque violemment l'enseignement du breton par immersion, qu'il assimile à une pratique sectaire :

« Décider qu’on va organiser toute la scolarité d’un enfant dans une langue qui n’est pas celle que parlent tous les habitants du pays révèle une dimension psychologique qui m’effraie. J’assimilerais cela davantage à une pratique sectaire qu’à une pratique éducative… ».
En revanche, deux jours après la parution de l'entretien, le linguiste Gilbert Dalgalian et le psycholinguiste Jean Petit, ont critiqué la validité pédagogique des propos de Jean-Luc Mélenchon. Parmi d'autres remarques, ils mettent en avant que la méthode par immersion a été employée par l'école publique, sous la Troisième République, pour apprendre le français « à tous les enfants de France, Bretons, Occitans, Basques et autres », ainsi que dans « l'Empire colonial » — ce qui est en partie inexact puisqu'en fait, plusieurs méthodes ont coexisté —, qu'elle l'est encore par des « milliers de coopérants et d'enseignants français détachés » à l'étranger et que Diwan ne la pratique qu'à « la maternelle et au Cours préparatoire ».
De même, Jean-Pierre Cavaillé, professeur à l'École des hautes études en sciences sociales, dénonce, dans le numéro du 6 février 2002 de Libération, « un déchaînement contre une pratique réelle et non muséographique ou folklorique des langues dites "régionales" ». Reprenant les propos de Jean-Luc Mélenchon sur les écoles par immersion, il explique que, « successivement, le ministre nie leur laïcité, parle de "terrorisme intellectuel", invoque sournoisement des "stratégies groupusculaires", un pseudo-passé nazi ("racines historiques sulfureuses de ces fondamentalistes") et, sans crainte de la contradiction, « des vieilleries soixante-huitardes ». Pour J.-P. Cavaillé « ses propos sont un tissu d'injures et de faussetés à l'égard de Diwan et des autres écoles par immersion », jugeant que « l'immersion vécue par ses acteurs [...] dément toutes les accusations de communautarisme et de fondamentalisme ». Par ailleurs, évoquant l'enseignement de plusieurs langues régionales, il rappelle « la situation d'agonie dans laquelle se trouvent la plupart » en France.
Les prises de positions de Jean-Luc Mélenchon ont également été critiquées, au niveau régional, parmi les socialistes bretons. Ainsi Jean-Yves Le Drian, président socialiste de la région Bretagne a qualifié Mélenchon de « paon sectaire d'avant guerre » et affirme : « Mélenchon, quand il entend le mot Bretagne, il sort son venin».
Un article de Roland Breton soutient la démarche pédagogique de Diwan, en affirmant que « le système dit « par immersion » n'est pas fondé sur les sanctions, mais sur une volonté commune d'entente et d'expression totale dans une même langue. Système adopté, par exemple, depuis des décennies, dans les écoles francophones du Canada hors Québec. »
Il en va de même pour Jean-Marie Bressand, ancien résistant, fondateur de l'association Monde bilingue en 1951 avec plusieurs camarades de la Résistance, qui condamne le refus de l'éducation bilingue en France, il estime même que l'enseignement bilingue en langue régionale est supérieur à l'enseignement bilingue classique.
Le PCF soutient lui aussi l'immersion : « Oui à l’intégration de Diwan (…) La position du Conseil d'État est stupide, qui peut raisonnablement penser que la pédagogie par immersion représenterait aujourd’hui un danger pour la république », déclare Robert Hue, leader du PCF à  Guingamp en mars 2002 , tandis que Serge Morin, président du groupe des élus communistes au Conseil régional de Bretagne (administrative) déclare, en juillet 2002, « ne pas comprendre comment une méthode pédagogique, utilisée en Bretagne comme dans d’autres régions depuis de nombreuses années, pourrait remettre en cause le français comme langue nationale et a fortiori mettre en danger la République » .